# Isonychus elegans
Isonychus elegans är en skalbaggsart som beskrevs av Blanchard 1850. Isonychus elegans ingår i släktet Isonychus och familjen Melolonthidae. Inga underarter finns listade i Catalogue of Life.